# Pretulita
La pretulita és un mineral de la classe dels fosfats, que pertany al grup de la xenotima. Rep el seu nom de la muntany Pretul, la segona elevació més alta dels monts Fischbacher Alpen, on es localitza la localitat tipus.

## Característiques
La pretulita és un fosfat de fórmula química Sc(PO₄). Va ser aprovada com a espècie vàlida per l'Associació Mineralògica Internacional l'any 1996. Cristal·litza en el sistema tetragonal. La seva duresa a l'escala de Mohs és 5.
Segons la classificació de Nickel-Strunz, la pretulita pertany a «08.A - Fosfats, etc. sense anions addicionals, sense H₂O, només amb cations de mida gran» juntament amb els següents minerals: nahpoïta, monetita, weilita, švenekita, archerita, bifosfamita, fosfamita, buchwaldita, schultenita, chernovita-(Y), dreyerita, wakefieldita-(Ce), wakefieldita-(Y), xenotima-(Y), xenotima-(Yb), wakefieldita-(La), wakefieldita-(Nd), pucherita, ximengita, gasparita-(Ce), monacita-(Ce), monacita-(La), monacita-(Nd), rooseveltita, cheralita, monacita-(Sm), tetrarooseveltita, chursinita i clinobisvanita.

## Formació i jaciments
Va ser descoberta a Fürstenbauer, localitat situada al vessant nord-oest del mont Pretul (Àustria). No obstant això, el material de Höllkogel va resultar ser més adequat per a la seva caracterització com una nova espècie, de manera que es va triar aquest indret com a localitat tipus. També ha estat descrita a altres indrets d'Àustria, així com a la República Txeca, França, Noruega, Japó i Suècia.